# (12012) Kitahiroshima
(12012) Kitahiroshima (1996 VH8) – planetoida z pasa głównego asteroid okrążająca Słońce w ciągu 3,45 lat w średniej odległości 2,28 j.a. Odkryta 7 listopada 1996 roku.